# ارمغانخانه
اَرمَغان‌خانه شهری مرکز بخش قره‌پشتلو شهرستان زنجان ایران است و در شمال‌غرب شهرستان زنجان واقع است.
ارمغان‌خانه در سال ۱۳۸۷ خورشیدی به شهر ارتقاء یافت.

## موقعیت جغرافیایی
شهر ارمغانخانه مرکز بخش قره پشتلو از توابع شهرستان زنجان در بهمن ماه ۱۳۸۷ با تصویب هیئت وزیران بعنوان شهر شناخته شده و از تیر ماه ۱۳۸۸ شهرداری در این شهر تأسیس و فعالیت خود را آغاز نموده‌است این شهر در ۳۲ کیلومتری استان واقع شده و از نظر مختصات جغرافیایی در ۴۸ درجه و ۳۲ دقیقه طول جغرافیایی و ۳۶ درجه و ۵۸دقیقه عرض جغرافیایی در غرب شهر زنجان استقرار یافته‌است میانگین ارتفاع محدوده شهر از سطح دریا ۱۹۴۰ متر می‌باشد.
مسیر اصلی شهر از سمت زنجان بوده جاده ترانزیت بطرف عثمانی (ترکیه کنونی) از این شهر می‌گذرد که راه ارتباطی بین زنجان و اردبیل بشمار می‌رود.

## ویژگیهای تاریخی
در زمان حکومت زندیه هنگام عبور کریم خان زند از زنجان که با اهداء هدایا از سوی مردم در این محل (تورپاخ قلعه) به وی انجام گرفت شهرآرمان خانه به ارمغانخانه تغییر نام یافت.
وجود قلعه‌های متعددی از جمله تورپاخ قلعه و قلعه صنم خاتون و قلعه‌هایی که از آن به کله یاد شده حائز اهمیت بودن منطقه را نشان می‌دهد به همین جهت زمانی ارمغانخانه نگین زنجان بوده که این آثار باستانی، هوای معتدل، کوه‌های زیبا و دشتهای سرسبز از جمله دشت وسیع سهرین با سی هزار هکتار در جنوب شرق شهر ارمغانخانه که تنها مأمن آهوان با ۱۴۵۰ رأس آهو در شمال غرب کشور و وحوش و پستانداران دیگر می‌باشد و نزدیکی به فرودگاه زنجان می‌تواند این شهر را به قطب گردشگری تبدیل نماید . .
در زمان‌های قدیم شهر ارمغانخانه بر اثر سیل و بلایای طبیعی در زیر خاک مدفون شده که می‌تواند اکتشافات مهمی توسط باستان شناسان صورت گیرد.